# 文登区
文登区在中国山东省东部、南临黄海，是威海市下辖的市辖区。位于山东半岛东端，西阻于昆嵛山，与烟台市牟平区和乳山市相接，北连威海市环翠区，东邻荣成市，南濒黄海。
文登海岸线155.88公里；距威海市区直线距离36公里，省会济南450公里，首都北京802公里。地形以低山丘陵为主，瓷土矿储量丰富。全市年平均气温11℃，降水量827毫米。
区境东部有威海机场。区境西部的昆嵛山上有世所仅有的老子《道德经》摩崖石刻，金代王重阳在此山中收徒“全真七子”，开创了道教的全真道，今存朝阳洞、东华洞等古迹。著名人物有丛兰、林洙、宋廷训、刘必绍、毕庶澄、侯聚森等。

## 历史
周代这里先后属莱国、牟国、齐国地；汉代属不夜县、昌阳县地；三国魏时分属牟平、观阳县；北齐时析两县置文登县；据《太平寰宇记》记载，秦始皇曾东巡至此，召集文人登城东之山，为其论功颂德，自此山名文登，后来县亦以山名；文登县先后隶属于东莱郡、登州、宁海州、登州等；于1988年撤县设市。2014年，撤销文登市，设立威海市文登区。

## 人口
根据第七次全国人口普查结果，现将2020年11月1日零时，全区户籍总人口524255人，其中城镇人口258975人，乡村人口265280人，分别占总人口的49.4%、50.6%；全年人口出生率4.52‰，死亡率7.49‰，人口自然增长率-2.97‰。

## 经济
文登为山东省实力最强的三个县级行政区之一，其综合竞争力2010年列全国百强县（市）第十四位，文登因濒临黄海，渔业发达。
农业以渔业和粮食、水果种植为主，主产小麦、玉米、花生、苹果、奶山羊、鱼类、对虾、贝类等。工业有化工、机械、建材、纺织、文化教育用品生产等行业。

## 行政区划
文登区下辖3个街道办事处、12个镇：
龙山路街道、天福路街道、环山路街道、文登营镇、大水泊镇、张家产镇、高村镇、泽库镇、侯家镇、宋村镇、泽头镇、小观镇、葛家镇、米山镇、界石镇和开发区街道。

## 交通
- 228国道、 309国道过境。
- 威青高速过境。

## 教育

### 高等教育
- 北京交通大学威海校区